# Elemicina
L'elemicina è un composto aromatico presente principalmente nella noce moscata, è tossico e può dare allucinazioni pertanto si tratta di una sostanza antinutrizionale.
Le fonti principali della sostanza sono gli olii essenziali di noce moscata e di Canarium luzonicum.